# Гигантский летучий кускус
Гигантский летучий кускус, или большой летающий поссум (лат. Petauroides volans), — сумчатое млекопитающее из семейства кольцехвостых поссумов, входящего в отряд двурезцовых сумчатых. Вид классифицировался как Schoinobates volans до 1982 года, когда родовое название было изменено на Petauroides. Крупнейшее из тех сумчатых, которые способны к парению, т. е. к планирующему полёту с использованием восходящих потоков воздуха. Встречается на восточном побережье Австралии в эвкалиптовых лесах вдоль Большого Водораздельного хребта от северного Квинсленда до южной Виктории. Это животное, довольно неуклюже передвигающееся по земле, становится очень ловким, проворным на деревьях и в полёте.

## Описание

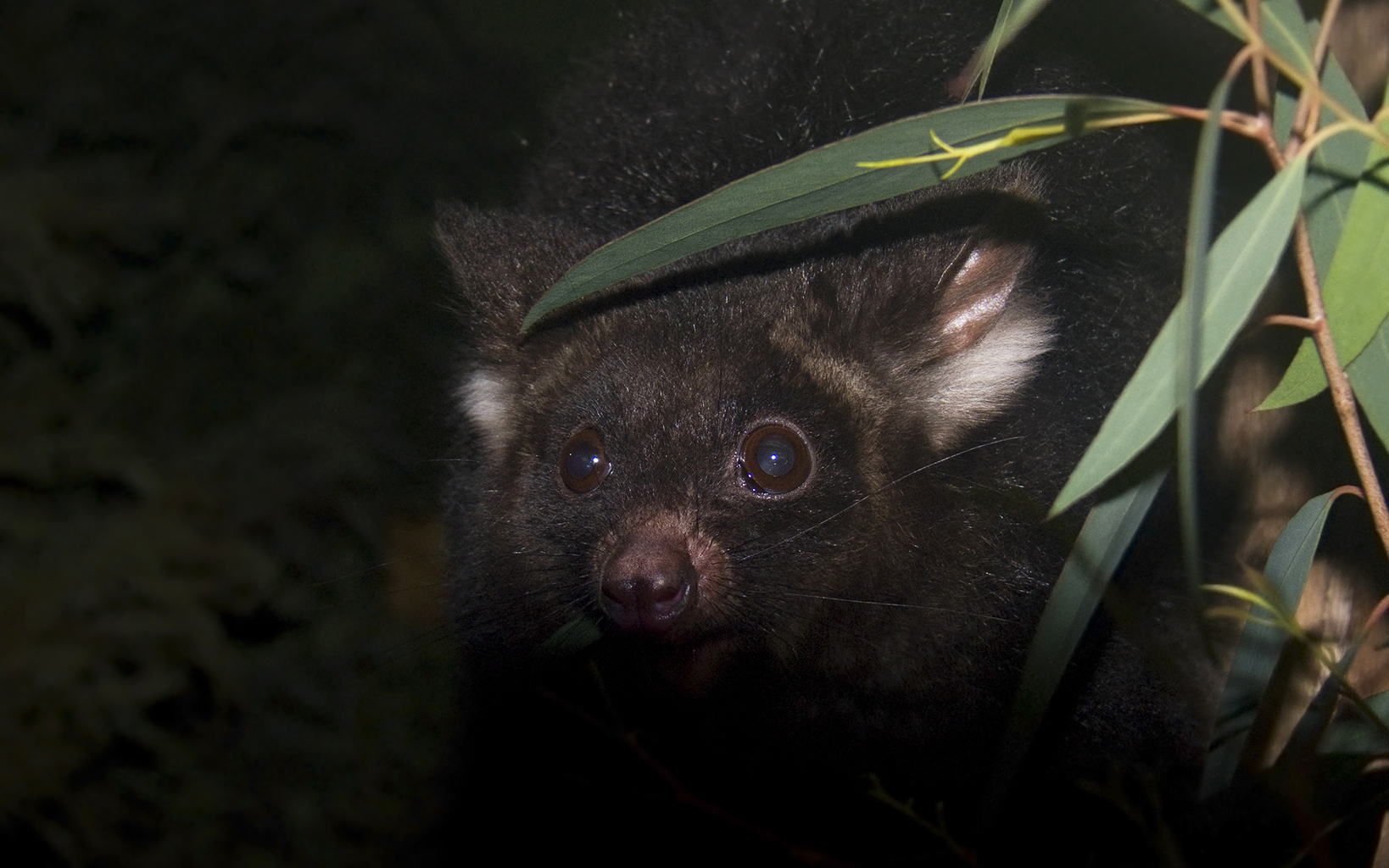
Гигантский летучий кускус

Будучи самым крупным представителем сумчатых, способным пари́ть, гигантский летучий кускус тем не менее является небольшим животным. Его масса составляет 1—1,5 кг. Длина тела 30—48 см, хвоста — 45—55 см. У этих сумчатых короткая морда и большие круглые уши, покрытые густым мехом.
Как и коалы, также принадлежащие к отряду двурезцовых сумчатых, летучие кускусы питаются листвой эвкалипта. Но в отличие от коал они способны преодолевать расстояния до 100 метров по воздуху благодаря летательной перепонке. Она тянется от колена до локтя, тогда как у других сумчатых летунов — от икры до запястья. В полёте гигантский летучий кускус сгибает передние конечности в локтях, а кисти держит под подбородком. Силуэт животного в полёте близок к треугольному, а длинный пушистый хвост, реющий сзади, играет роль руля.
Тело покрыто шелковистым густым мехом, окраска которого бывает разной, причём её вариативностью гигантские кускусы превосходят других сумчатых. Встречаются чисто чёрные особи или со светлой нижней частью тела, коричневого, сероватого, жёлтого и даже белого цвета. Наиболее распространены чёрно-коричневые оттенки. Самки имеют хорошо развитую сумку и две молочные железы.
В 2020 году биологи выяснили, что обитающий в Австралии вид, известный как большой летающий поссум Petauroides volans, на самом деле объединяет в себе представителей трёх разных видов. Были открыты еще два самостоятельных вида, и теперь летающие поссумы делятся на Petauroides volans (южные регионы Австралии), Petauroides armillatus (центральные регионы) и Petauroides minor (северные регионы). Petauroides volans встречается к югу от тропика Козерога, весит от 1000 до 1700 г и встречается в окраске от полностью черного до черного с белыми животом и грудью, до более светлого серого цвета шерсти  на спине или полностью белого цвета. Petauroides minor имеет относительно небольшую массу тела (650–1100 г), встречается к северу от тропика Козерога, а также имеет светлый брюшной покров. Petauroides armillatus встречается в центральном Квинсленде от национального парка Юнджелла к северу от Таунсвилла.

## Образ жизни
Гигантские летучие кускусы водятся в эвкалиптовых лесах и избегают влажных тропических. Предпочитают высокие деревья, растущие отдельно от других. Ведут одиночный образ жизни и имеют участки размером около одного-двух гектаров. Участки самок и самцов нередко перекрываются. Обычно устраивают гнездо в дуплах.
Сезон размножения начинается осенью в марте. Среди гигантских летучих кускусов  встречаются как моногамные, так и полигамные отношения, однако в любом случае самцы никакого участия в воспитании потомства не принимают. С апреля по июнь рождается детёныш, обычно всего один. До сентября он сидит в материнской сумке, набирая массу около 150 г, то есть в 1/10—1/7 взрослой особи. Затем перебирается на спину к самке и, оставаясь там до января, дорастает примерно до 600 г, то есть его масса составляет примерно половину типичной для взрослого животного. После этого молодой летун покидает мать и живёт самостоятельно, достигая половой зрелости в два года. В природе эти животные живут до 15 лет.
Питаются почти исключительно листьями эвкалипта, которые переваривают благодаря бактериям-симбионтам, обитающим в их желудках. Пьют они очень редко. Из-за стенофагии содержать этих животных в зоопарках за пределами Австралии очень сложно.
Главным естественным врагом вида является гигантская иглоногая сова (Ninox strenua), поскольку гигантские летучие кускусы — исключительно древесные животные и на землю спускаются редко. Но также опасность представляют собаки динго и рыжие лисицы.

## Угрозы и сохранение
Основными угрозами для популяций летающих поссумов являются изменение климата и вырубка лесов. Повышение ночных температур может привести к потере аппетита и к голоду приспособленных к холоду поссумов. Лесозаготовка регулируется правительствами штатов, однако власти заявили, что правительство финансирует десять проектов, цель которых — помочь защитить этот вид животных.
Отдельная угроза для поссумов — пожары. В 2022 году после лесных пожаров Австралийский национальный университет, Greening Australia и Всемирный фонд дикой природы Австралии разместили более 200 высокотехнологичных термостойких гнездовых ящиков в Гленбоке в Восточном Джиппсленде, штат Виктория, и в Национальном парке Таллаганда недалеко от Брейдвуда, Новый Южный Уэльс. Ящики, имитирующие дупло дерева, изготовлены с использованием изоляции, воздушных зазоров и с огнестойким покрытием, чтобы защищать животных от колебаний температуры, поддерживая её на оптимальном уровне.
Длительный мониторинг выявил сокращение и локальное исчезновение популяций летающих поссумов за последние 20 лет. В результате этот вид теперь внесен в список уязвимых согласно классификации Красного списка Международного союза охраны природы видов, и с 5 июля 2020 года находящихся под угрозой исчезновения в соответствии с Законом об охране окружающей среды и сохранении биоразнообразия в Австралии.